# Niambia marginepapillosa
Niambia marginepapillosa là một loài chân đều trong họ Platyarthridae. Loài này được Budde-Lund miêu tả khoa học năm 1909.